# Mayday
Mayday é uma palavra-código para emergência. É usada em todo o mundo nas comunicações emitidas por tripulantes de aeronaves ou de navios, quando estão em situação de risco. Faz parte do Código Internacional de Sinais e do Código Fonético Internacional.
O termo “Mayday” não está relacionado ao mês de maio (May, em inglês). A origem da palavra é o termo francês “venez m’aider”, que significa “socorra-me” em português. O autor da expressão foi Frederick Stanley Mockdorf, que criou o sinal de chamada nos anos 1920, quando era operador de rádio no aeroporto Croydon, em Londres. Ele buscou uma palavra que pudesse ser usada em casos de emergência e que fosse de fácil entendimento por todos os pilotos e trabalhadores de aeroportos. Naquela época, muito do tráfego na Europa ocorria na rota entre os aeroportos Croydon e Le Bourget, nas proximidades de Paris, França, então ele propôs a palavra “mayday”, que é pronunciada três vezes (mayday, mayday, mayday) para prevenir confusão com outras palavras de sonoridade similar. "O uso de uma expressão em francês que tinha boa sonoridade em inglês veio a calhar", escreveu a revista Superinteressante.